# Trocherateina cyris
Trocherateina cyris là một loài bướm đêm trong họ Geometridae.